# Молино Ренцини (Пезаро и Урбино)
Молино Ренцини је насеље у Италији у округу Пезаро и Урбино, региону Марке.
Према процени из 2011. у насељу је живело 41 становника. Насеље се налази на надморској висини од 210 м.